# K League 2000
Die K-League 2000 war die achtzehnte Spielzeit der höchsten südkoreanischen Fußballliga. Die Liga bestand aus zehn Vereinen. Sie spielten jeweils dreimal gegeneinander.
Das Punktesystem änderte sich zu dieser Saison. Demnach bekam man für jeden Sieg 3 Punkte, für ein Sieg ohne extra Zeit 1 Punkt.

## Teilnehmende Mannschaften
folgende Mannschaften nahmen an der K-League 2000 teil:
| Verein                  | Ort       | Gründungsjahr | Heimspielstätte               | Vorjahresplatzierung |
| ----------------------- | --------- | ------------- | ----------------------------- | -------------------- |
| Bucheon SK              | Bucheon   | 1982          | Mokdong-Stadion               | Vizemeister          |
| Anyang LG Cheetahs      | Anyang    | 1983          | Anyang-Stadion                | 9. Platz             |
| Seongnam Ihlwa Chunma   | Seongnam  | 1989          | Seongnam-Stadion              | 10. Platz            |
| Pohang Steelers         | Pohang    | 1973          | Steel-Yard-Stadion            | 5. Platz             |
| Busan I'Cons            | Busan     | 1979          | Busan-Gudeok-Stadion          | 4. Platz             |
| Ulsan Hyundai Horang-i  | Ulsan     | 1983          | Ulsan-Gongseol-Stadion        | 6. Platz             |
| Jeonbuk Hyundai Motors  | Jeonju    | 1995          | Jeonju-Stadion                | 7. Platz             |
| Chunnam Dragons         | Gwangyang | 1995          | Gwangyang-Fußballstadion      | 3. Platz             |
| Suwon Samsung Bluewings | Suwon     | 1996          | Suwon-Stadion                 | Meister              |
| Daejeon Citizen         | Daejeon   | 1997          | Daejeon-Hanbat-Sports-Komplex | 8. Platz             |

## Abschlusstabelle
| Platz | Verein                      | Spiele | S  | SV | N  | Tore  | Diff. | Punkte |
| ----- | --------------------------- | ------ | -- | -- | -- | ----- | ----- | ------ |
| 1.    | Anyang LG Cheetahs          | 27     | 17 | 2  | 8  | 46:25 | +21   | 53     |
| 2.    | Bucheon SK                  | 27     | 10 | 6  | 11 | 45:35 | +10   | 36     |
| 3.    | Seongnam Ilhwa Chunma       | 27     | 12 | 6  | 9  | 43:33 | +10   | 42     |
| 4.    | Jeonbuk Hyundai Motors      | 27     | 11 | 4  | 12 | 34:40 | −6    | 37     |
| 5.    | Suwon Samsung Bluewings (M) | 27     | 11 | 3  | 13 | 48:43 | +5    | 36     |
| 6.    | Busan I'Cons                | 27     | 9  | 2  | 16 | 42:42 | 0     | 29     |
| 7.    | Chunnam Dragons             | 27     | 8  | 4  | 15 | 28:35 | −7    | 28     |
| 8.    | Daejeon Citizen             | 27     | 7  | 3  | 17 | 26:40 | −14   | 24     |
| 9.    | Pohang Steelers             | 27     | 5  | 7  | 15 | 31:39 | −8    | 22     |
| 10.   | Ulsan Hyundai Horang-i      | 27     | 6  | 2  | 19 | 26:37 | −9    | 20     |

| (M) | Amtierender Meister: Suwon Samsung Bluewings |